# Pelargonium cavanillesii
Pelargonium cavanillesii är en näveväxtart som beskrevs av Paul Erich Otto Wilhelm Knuth. Pelargonium cavanillesii ingår i släktet pelargoner, och familjen näveväxter. Inga underarter finns listade i Catalogue of Life.